# Gerhard Kortum
Gerhard Kortum (* 19. Februar 1941 in Kiel; † 16. Juni 2013 in Neumünster) war ein deutscher Geograph und früherer Direktor und Kustos des Instituts für Meereskunde an der Universität Kiel.

## Leben
Nach seinem Studium der Geographie und der Anglistik in Kiel und Freiburg war er von 1966 bis 1970 zunächst im Iran tätig, wo er für den Deutschen Akademischen Austauschdienst als Lektor an der Universität Shiraz und im Sprach- und Kulturzentrum des dortigen Goethe-Instituts tätig war.
1972 promovierte er in Kiel über Grundlagen und Entwicklung einer alten iranischen Bewässerungslandschaft. 1974 schloss er diese Arbeit mit "summa cum laude" ab.
1977 trat Kortum eine Assistentenstelle am Geographischen Institut an, wo er 1984 mit einer Arbeit zum Industriepflanzenbau und der Entwicklung ländlicher Wirtschaftsräume in der Türkei habilitierte.
1987 wurde er zum Wissenschaftlichen Direktor und Kustos am Institut für Meereskunde berufen und 1989 zum Außerplanmäßigen Professor ernannt.
Im Jahre 2003 trat Kortum in den Ruhestand.